# Informationen zur politischen Bildung
Die Informationen zur politischen Bildung (IZPB; bis 1963: Staatsbürgerliche Informationen) sind eine Zeitschriftenreihe der Bundeszentrale für politische Bildung (bpb), die sich mit gesellschaftlichen, politischen, geographischen und geschichtlichen Themen auseinandersetzen und der politischen Weiterbildung der Bürger dienen. Sie werden oft als Unterrichtsmaterial für die politischen Schulfächer (z. B. Sozialkunde) eingesetzt. Typisch ist die schwarze Titelseite mit einem zum Thema passenden Bild („Schwarze Hefte“).

## Inhalte und Zielgruppe
Die Themenwahl orientiert sich an den Richtlinien der Kultusministerien. Inhaltliche Schwerpunkte sind die Länderkunde (bei länderbezogenen Heften), historische Entwicklungen, sozialkundliche und aktuelle Themen, wenn sie für den Politikunterricht von Interesse sind.
Die Hefte können für den Unterrichtseinsatz, aber auch von politisch interessierten Bürgern kostenlos bezogen werden. Auf der Internetseite der Bundeszentrale für politische Bildung sind neuere Ausgaben im Volltext abrufbar.
Sich wiederholende Themen mit unterschiedlichen Nummern haben teils unterschiedliche Inhalte. Darüber hinaus wurden aber auch immer wieder Hefte, teils unverändert, teils überarbeitet, nachgedruckt. Bei Nachdrucken wurden auch oft Sammelausgaben einzelner, thematisch zusammengehörender Hefte ausgegeben. So gibt es einen Nachdruck Nationalsozialismus 123/126/127 und einen Nachdruck Parlamentarismus 119/124.
Die Hefte enthalten unregelmäßig eine Beilage, in neuerer Zeit Info aktuell genannt, mit einem aktuellen Thema.

## Produktion und Vertrieb
Bis Anfang der 1980er-Jahre wurden die Hefte im Universum Verlag Wiesbaden produziert, später von Franzis Print & Media München und von STARK Druck GmbH + Co. KG. Zurzeit ist die apm alpha print medien AG (Darmstadt) mit der Produktion der Hefte beauftragt (Stand: 2016). Der Vertrieb erfolgt über die IBRo Versandservice GmbH in Roggentin, eine Tochter der IBRo Funk und Marketing GmbH.
Die Auflage der vierteljährlich erscheinenden Publikation liegt bei 500.000 Exemplaren (Stand: 2016).

## Liste der Ausgaben
- Nr.: Nennt die Nummer der Ausgabe
- Jahr: Nennt das Jahr der Veröffentlichung nach Aufschrift der Heftvorderseite
- Titel: Nennt den Titel der Ausgabe und dahinter in Klammern den Titel der Beilage (falls vorhanden)

### Informationen zur politischen Bildung
Seit 1985 erscheint ein Heft pro Quartal. Davor gab es vier bis sieben Hefte pro Jahr.
| Nr. | Jahr      | Titel (und ggf. Beilage) | Anmerkungen und Autoren |
| --- | --------- | --- | --- |
| 363 | 2025      | Vereinte Nationen | |
| 362 | 2025      | Bundestagswahl 2025 | |
| 361 | 2024      | Demokratie | |
| 360 | 2024      | Steuern und Finanzen | |
| 359 | 2024      | Grundrechte | |
| 358 | 2024      | Gemeinsame deutsche Nachkriegsgeschichte 1945–1990                                                                                     | |
| 357 | 2023      | Sport und Politik | |
| 356 | 2023      | Türkei | |
| 355 | 2023      | Medienkompetenz in einer digitalen Welt                                                                                                | |
| 354 | 2023      | Soziale Ungleichheit | |
| 353 | 2022      | Internationale Sicherheitspolitik | |
| 352 | 2022      | Der Weg zur Einheit (Beilage: Info aktuell – Katar)                                                                                    | |
| 351 | 2022      | Rechtsstaat | |
| 350 | 2022      | Demografischer Wandel | |
| 349 | 2022      | Das politische System der USA | |
| 348 | 2021      | Jüdisches Leben in Deutschland nach 1945                                                                                               | |
| 347 | 2021      | Klima | |
| 346 | 2021      | Weimarer Republik | |
| 345 | 2020      | Europäische Union | |
| 344 | 2020      | Digitalisierung | |
| 343 | 2020      | Ländliche Räume | |
| 342 | 2020      | Geschlechterdemokratie | |
| 341 | 2019      | Parlamentarische Demokratie | |
| 340 | 2019      | (Spät-)Aussiedler in der Migrationsgesellschaft                                                                                        | |
| 339 | 2018/2019 | Wahlen zum Europäischen Parlament | - Nicolai von Ondarza - Felix Schenuit |
| 338 | 2018      | Europa zwischen Kolonialismus und Dekolonisierung                                                                                      | - Gabriele Metzler |
| 337 | 2018      | Volksrepublik China | - Sebastian Heilmann - Kerstin Lohse-Friedrich - Björn Conrad - Hans van Ess - Mikko Huotari - Ruth Kirchner - Daniel Leese - Mareike Ohlberg - Thomas Reichart - Dirk Schmidt - Shawn Shieh - Kristin Shi-Kupfer - Matthias Stepan - Claudia Wessling - Jost Wübbeke - Max J. Zenglein |
| 336 | 2018      | Israel | - Daniel Mahla - Johannes Becke - Michael Brenner - Gisela Dachs - Anat Feinberg - Maximilian Felsch - Tobias Grill - Jenny Hestermann - Noa Lavie - Dominik Peters - Stephan Stetter |
| 335 | 2017      | Indien | - Joachim Betz |
| 334 | 2017      | Internationale Finanz- und Wirtschaftsbeziehungen                                                                                      | - Heribert Dieter |
| 333 | 2017      | Kommunalpolitik | - Elena Frank - Jens Hildebrandt - Beatrice Pardon - Ralf Vandamme |
| 332 | 2017      | Demokratie | - Hans Vorländer |
| 331 | 2016      | Naher Osten | - Henner Fürtig - André Bank - Viola Lucas - Annette Ranko - Thomas Richter - Stephan Rosiny |
| 330 | 2016      | Widerstand gegen den Nationalsozialismus                                                                                               | - Johannes Tuchel - Julia Albert |
| 329 | 2016      | Das Deutsche Kaiserreich 1871–1918 | - Benjamin Ziemann |
| 328 | 2015      | Parteien und Parteiensystem der Bundesrepublik Deutschland                                                                             | - Uwe Jun |
| 327 | 2015      | Sozialpolitik (Beilage: Info aktuell – Salafismus – Ideologie der Moderne)                                                             | - Jürgen Boeckh - Benjamin Benz - Ernst-Ulrich Huster - Johannes D. Schütte - Bernd Ridwan Bauknecht (Info aktuell) |
| 326 | 2015      | Internationale Sicherheitspolitik (Beilage: Info aktuell – Die Ukraine – ein Land zwischen West und Ost)                               | - Stefan Bierling - Sven Bernhard Gareis - Wolff Heintschel von Heinegg - Margarete Klein - Heike Krieger - Dennis Michels - Ralf Roloff - Siegmar Schmidt - Guido Steinberg - Oliver Thränert - Johannes Varwick - Silke Weinlich - Andreas Kappeler (Info aktuell) |
| 325 | 2015      | Regieren jenseits des Nationalstaates (Beilage: Info aktuell – Deutsch-israelische Beziehungen)                                        | - Tanja Abendschein-Angerstein - Marianne Beisheim - Lars Brozus - Tim Gemkow - Monika Heupel - Gisela Hirschmann - Michal Parizek - Christian Rauh - Julia Sattelberger - Stine Waibel - Helmut Weidner - Michael Zürn - Martin Kloke (Info aktuell) |
| 324 | 2014      | Sozialer Wandel in Deutschland (Beilage: Info aktuell – Der 18. März in der deutschen Demokratiegeschichte)                            | - Rainer Geißler - Gernot Jochheim (Info aktuell) |
| 323 | 2014      | Sowjetunion II: 1953–1991 | - Heiko Pleines - Susanne Schattenberg |
| 322 | 2014      | Sowjetunion I: 1917–1953 | - Susanne Schattenberg |
| 321 | 2014      | Zeitalter der Weltkriege (Beilage: Info aktuell – Wahlen zum Europäischen Parlament)                                                   | - Sönke Neitzel - Wichard Woyke (Info aktuell) |
| 320 | 2013      | Politisches System der USA | - Josef Braml |
| 319 | 2013      | Energie und Umwelt | - Hans-Joachim Ziesing - Detlef und Karen Schulz - Bernhard Pötter - Felix Christian Matthes - Hans-Peter Beck und Jens-Peter Springmann - Manuel Berkel |
| 318 | 2013      | Föderalismus in Deutschland (Beilage: Info aktuell – Bundestagswahl 2013)                                                              | - Roland Sturm - Wichard Woyke (Info aktuell) |
| 317 | 2012      | Naher Osten: Nachbarregion im Wandel                                                                                                   | - Christine Hess - Jutta Klaeren - Cornelius Strobel |
| 316 | 2012      | Nationalsozialismus: Krieg und Holocaust (Beilage: Info aktuell – 27. Januar: Gedenktag für die Opfer des Nationalsozialismus)         | - Michael Wildt |
| 315 | 2012      | Das 19. Jahrhundert | - Jürgen Osterhammel |
| 314 | 2012      | Nationalsozialismus: Aufstieg und Herrschaft                                                                                           | - Michael Wildt - Peter Krumeich |
| 313 | 2011      | Türkei | - Heinz Kramer, 1973 bis 2010 wissenschaftlicher Mitarbeiter am Forschungsinstitut der Stiftung Wissenschaft und Politik (SWP) |
| 312 | 2011      | Geschichte der DDR | - Andreas Malycha, 1983–1991 wissenschaftlicher Mitarbeiter des Instituts für Marxismus-Leninismus beim ZK der SED, freiberuflicher Historiker und wissenschaftlicher Mitarbeiter an mehreren Universitäten und Instituten, derzeit am Institut für Zeitgeschichte |
| 311 | 2011      | Polen | |
| 310 | 2011      | Vereinte Nationen | - Steffen Bauer, Politologe, Deutsches Institut für Entwicklungspolitik (DIE) in Bonn. - Thomas Fues, Ökonom, Deutsches Institut für Entwicklungspolitik. - Sven Bernhard Gareis, Leitender Wissenschaftlicher Direktor am Fachbereich Human- und Sozialwissenschaften an der Führungsakademie der Bundeswehr in Hamburg und lehrt Politikwissenschaft an der Westfälischen Wilhelms-Universität in Münster. - Wolfgang S. Heinz, wissenschaftlicher Mitarbeiter des Deutschen Instituts für Menschenrechte, Privatdozent für Politische Wissenschaft an der FU Berlin sowie Mitglied des Beratenden Expertenausschusses des VN-Menschenrechtsrates. - Dirk Messner, Direktor des Deutschen Instituts für Entwicklungspolitik (DIE) in Bonn. - Silke Weinlich, Diplom-Politologin, Deutsches Institut für Entwicklungspolitik (DIE). |
| 309 | 2010      | Massenmedien | |
| 308 | 2010      | Haushalt – Markt – Konsum | |
| 307 | 2010      | Jüdisches Leben in Deutschland | |
| 306 | 2010      | Kriminalität und Strafrecht | - Heribert Ostendorf |
| 305 | 2009      | Grundrechte | - Gudula Geuther, Korrespondentin für Deutschlandfunk und Deutschlandradio Kultur - Mathias Metzner, Richter und Datenschutzbeauftragter am Hessischen Verwaltungsgerichtshof in Kassel |
| 304 | 2009      | Deutsche Außenpolitik | |
| 303 | 2009      | Afrika – Schwerpunktthemen (Beilage: Info aktuell – Kirche in Deutschland)                                                             | |
| 302 | 2009      | Afrika – Länder und Regionen (Beilage: Info aktuell – Wahlen 2009: Europawahlen und Wahl zum Deutschen Bundestag)                      | |
| 301 | 2008      | Familie und Familienpolitik | |
| 300 | 2008      | Lateinamerika | |
| 299 | 2008      | Internationale Wirtschaftsbeziehungen                                                                                                  | |
| 298 | 2008      | Föderalismus in Deutschland | |
| 297 | 2007      | Menschenrechte | |
| 296 | 2007      | Indien | |
| 295 | 2007      | Parlamentarische Demokratie | |
| 294 | 2007      | Staat und Wirtschaft (Beilage: Info aktuell – Fit für die Zukunft? Deutschland im Wandel)                                              | |
| 293 | 2006      | Unternehmen und Produktion | |
| 292 | 2006      | Parteiensystem der Bundesrepublik Deutschland                                                                                          | |
| 291 | 2006      | Sicherheitspolitik im 21. Jahrhundert                                                                                                  | |
| 290 | 2006      | Fußball – mehr als ein Spiel | |
| 289 | 2005      | Volksrepublik China | |
| 288 | 2005      | Steuern und Finanzen | |
| 287 | 2005      | Umweltpolitik (Beilage: Info aktuell – Bundestagswahlen)                                                                               | |
| 286 | 2005      | Entwicklung und Entwicklungspolitik (Beilage: Info aktuell – 40 Jahre deutsch-israelische Beziehungen)                                 | |
| 285 | 2004      | Frankreich | |
| 284 | 2004      | Demokratie | |
| 283 | 2004      | Politisches System der USA | |
| 282 | 2004      | Bevölkerungsentwicklung (Beilage: Info aktuell – Europawahlen 2004)                                                                    | Überarbeitete Neuauflage im November 2011 - Herwig Birg |
| 281 | 2003      | Russland (Beilage: Info aktuell – Kaukasus-Region)                                                                                     | |
| 280 | 2003      | Globalisierung (Beilage: Info aktuell – Deutsch-amerikanische Beziehungen)                                                             | |
| 279 | 2003      | Europäische Union (Neuauflage 2012 mit der Beilage Info aktuell – Europa am Scheideweg?)                                               | Überarbeitete Neuauflage 2012 - Friedrich Heinemann, Leiter des Forschungsbereichs Unternehmensbesteuerung und öffentliche Finanzwirtschaft am Zentrum für Europäische Wirtschaftsforschung (ZEW) in Mannheim. - Rainer Kohlhaas, Gymnasiallehrer und Schulbuchautor, 1993–2008 Fachleiter für Sozialkunde im Studienseminar für Gymnasien, Bad Kreuznach, 1988–2008 Referent im Pädagogischen Zentrum des Landes Rheinland-Pfalz (jetzt PL) für gesellschaftswissenschaftliche Fächer und seit Lehrbeauftragter für 'Didaktik der Sozialkunde' an der Johannes-Gutenberg-Universität Mainz - Ingo Kreußer, Gymnasiallehrer für Sozialkunde, Gesellschaftslehre und Deutsch an der Georg-Forster-Gesamtschule in Wörrstadt. Schulbuchautor für Sozialkunde. Seit 2002 Referent für gesellschaftswissenschaftliche Fächer im Pädagogischen Landesinstitut Rheinland-Pfalz in Bad Kreuznach. - Melanie Piepenschneider, Leiterin Politische Bildung der Konrad-Adenauer-Stiftung - Elfriede Regelsberger, stellvertretende Direktorin des Instituts für Europäische Politik, Berlin. Forschungsschwerpunkt ist die Gemeinsame Außen-, Sicherheits- und Verteidigungspolitik der EU (GASP/GSVP). - Otto Schmuck, Leiter der Europaabteilung in der Vertretung des Landes Rheinland-Pfalz beim Bund und bei der Europäischen Union in Berlin. |
| 278 | 2003      | Israel | |
| 277 | 2002      | Türkei (Beilage: Info aktuell – Erweiterung der Europäischen Union)                                                                    | |
| 276 | 2002      | Tschechien | |
| 275 | 2002      | Föderalismus in Deutschland (Beilage: Info aktuell – Bundestagswahlen 2002)                                                            | |
| 274 | 2002      | Frieden und Sicherheit zu Beginn des 21. Jahrhunderts (Beilage: Info aktuell – Islam und Politik)                                      | |
| 273 | 2001      | Polen (Beilage: Info aktuell – Euro: eine neue Ära)                                                                                    | |
| 272 | 2001      | Afrika II | |
| 271 | 2001      | Vorurteile – Stereotype – Feindbilder (Beilage: Info aktuell – Argumente gegen rechtsextreme Vorurteile)                               | |
| 270 | 2001      | Deutschland in den 70er, 80er Jahren                                                                                                   | |
| 269 | 2000      | Sozialer Wandel in Deutschland (Beilage: Info aktuell – Schritte gegen Gewalt)                                                         | |
| 268 | 2000      | USA: Geschichte, Gesellschaft, Wirtschaft                                                                                              | |
| 267 | 2000      | Aussiedler | |
| 266 | 2000      | Nationalsozialismus II: Führerstaat und Vernichtungskrieg                                                                              | |
| 265 | 1999      | Revolution von 1848 | |
| 264 | 1999      | Afrika I | |
| 263 | 1999      | Globalisierung | |
| 262 | 1999      | Großbritannien (Beilage: Info aktuell – Wahlen zum europäischen Parlament)                                                             | |
| 261 | 1998      | Weimarer Republik | Überarbeitete Neuauflage November 2011 - Reinhard Sturm (* 1950), Gymnasiallehrer in Göttingen und Hildesheim. Studiendirektor und Fachleiter für Geschichte am Studienseminar Hildesheim für das Lehramt an Gymnasien angehende Geschichtslehrer/innen |
| 260 | 1998      | Massenmedien | |
| 259 | 1998      | Deutschland 1945–1949: Besatzungszeit und Staatengründung (Beilage: Info aktuell – Wahlen an der Jahrtausendwende)                     | Überarbeitete Neuauflage 2005 - Wolfgang Benz |
| 258 | 1998      | Zeiten des Wandels: Deutschland 1961–1974 (Beilage: Info aktuell – Die Medien der Bundeszentrale im Urteil der Lehrerinnen und Lehrer) | |
| 257 | 1997      | Indien | |
| 256 | 1997      | Deutschland in den fünfziger Jahren | |
| 255 | 1997      | Japan | |
| 254 | 1997      | Frauen in Deutschland | |
| 253 | 1996      | Interessenverbände (Beilage: Info aktuell – Das Ende Jugoslawiens)                                                                     | |
| 252 | 1996      | Entwicklungsländer | |
| 251 | 1996      | Nationalsozialismus I: Von den Anfängen bis zur Festigung der Macht                                                                    | |
| 250 | 1996      | Der Weg zur Einheit | |
| 249 | 1995      | Gemeinschaft Unabhängiger Staaten | |
| 248 | 1995      | Kriminalität und Strafrecht | |
| 247 | 1995      | Israel: Geschichte, Wirtschaft, Gesellschaft                                                                                           | |
| 246 | 1995      | Internationale Beziehungen II: Frieden und Sicherheit in den 90er Jahren                                                               | |
| 245 | 1994      | Internationale Beziehungen I: Der Ost-West-Konflikt                                                                                    | |
| 244 | 1994      | Lateinamerika 2 | |
| 243 | 1994      | Deutscher Widerstand | |
| 242 | 1994      | Kommunalpolitik | |
| 241 | 1993      | Steuern und Finanzen | |
| 240 | 1993      | Hauptstadt Berlin | |
| 239 | 1993      | Grundrechte | |
| 238 | 1993      | Der Islam im Nahen Osten | |
| 237 | 1992      | Ausländer | |
| 236 | 1992      | Die Sowjetunion 1953–1991 (Beilage: Info aktuell – Die Gemeinschaft unabhängiger Staaten (GUS))                                        | |
| 235 | 1992      | Die Sowjetunion 1917–1953 | |
| 234 | 1992      | Energie | |
| 233 | 1991      | Die Teilung Deutschlands 1955 bis zur Einheit (Beilage: Info aktuell – Das Ende Jugoslawiens)                                          | |
| 232 | 1991      | Die Teilung Deutschlands 1945–1955 (Beilage: Deutsche Wappen und Flaggen – Symbole im demokratischen Staat)                            | |
| 231 | 1991      | Geschichte der DDR | |
| 230 | 1991      | Mecklenburg-Vorpommern, Brandenburg, Sachsen-Anhalt, Thüringen, Sachsen                                                                | |
| 229 | 1990      | Bundestagswahlen 1990 | |
| 228 | 1990      | Parlamentarische Demokratie II | |
| 227 | 1990      | Parlamentarische Demokratie I | |
| 226 | 1990      | Lateinamerika: Geschichte, Wirtschaft, Gesellschaft                                                                                    | |
| 225 | 1989      | Ostmitteleuropa und Südosteuropa | |
| 224 | 1989      | Die Entstehung der Bundesrepublik Deutschland (Beilage: Info aktuell – Die baltischen Staaten Estland, Lettland, Litauen)              | |
| 223 | 1989      | Türkei (Beilage: Info aktuell – Europawahl 1989)                                                                                       | |
| 222 | 1989      | Aussiedler | |
| 221 | 1988      | Entwicklungsländer | |
| 220 | 1988      | Bevölkerungsentwicklung (Beilage: Der Pogrom vom November 1938 „Reichskristallnacht“)                                                  | |
| 219 | 1988      | Umwelt | |
| 218 | 1988      | Neue Technologien | |
| 217 | 1987      | Interessenverbände und Interessengruppen                                                                                               | |
| 216 | 1987      | Recht: Grundlagen des Rechtsstaats | |
| 215 | 1987      | Der Sozialstaat | |
| 214 | 1987      | Großbritannien | |
| 213 | 1986      | Die Europäische Gemeinschaft | |
| 212 | 1986      | Politische Ideologien | |
| 211 | 1986      | Die Vereinigten Staaten von Amerika | |
| 210 | 1986      | Menschenrechte | |
| 209 | 1985      | Massenmedien II | |
| 208 | 1985      | Massenmedien I | |
| 207 | 1985      | Parteiendemokratie | |
| 206 | 1985      | Die Familie in der Bundesrepublik Deutschland                                                                                          | |
| 205 | 1984      | Die DDR | |
| 204 | 1984      | Der Föderalismus in der Bundesrepublik Deutschland                                                                                     | |
| 203 | 1984      | Die Deutsche Frage | |
| 202 | 1984      | Die BRD 1974–1983 | |
| 201 | 1984      | Ausländer | |
| 200 | 1983      | Der Rechtsstaat | |
| 199 | 1983      | Das politische System der USA | |
| 198 | 1983      | Die Volksrepublik China | |
| 197 | 1983      | Politik in der Gemeinde | |
| 196 | 1982      | Der Nord-Süd-Konflikt | |
| 195 | 1982      | Italien | |
| 194 | 1982      | Der Islam und die Krise des Nahen Ostens                                                                                               | |
| 193 | 1982      | Bundesrepublik Deutschland – DDR: Vergleich der politischen Systeme II                                                                 | |
| 192 | 1982      | Bundesrepublik Deutschland – DDR: Vergleich der politischen Systeme I                                                                  | |
| 191 | 1981      | Die Bundesrepublik Deutschland 1966–1974                                                                                               | |
| 190 | 1981      | Frieden und Sicherheit II | |
| 189 | 1981      | Frieden und Sicherheit I | |
| 188 | 1981      | Energie | |
| 187 | 1981      | Grundrechte | |
| 186 | 1980      | Frankreich | |
| 185 | 1980      | Bundestagswahl 1980: die Parteien und ihre Programme                                                                                   | |
| 184 | 1980      | Kommunistische Ideologie II | |
| 183 | 1980      | Wirtschaft V: Internationale Wirtschaftsbeziehungen                                                                                    | |
| 182 | 1979      | Die Sowjetunion | |
| 181 | 1979      | Berlin | |
| 180 | 1979      | Wirtschaft IV: Wirtschaftsordnungen im Vergleich                                                                                       | |
| 179 | 1979      | Streitbare Demokratie | |
| 178 | 1978      | Kommunistische Ideologie I | |
| 177 | 1978      | Wirtschaft III: Konjunktur, Wachstum, Strukturwandel                                                                                   | |
| 176 | 1978      | Die Bundesrepublik Deutschland 1955–1966 (Beilage: Flaggen, Wappen, Orden – Symbole im demokratischen Staat)                           | |
| 175 | 1978      | Wirtschaft II: Arbeitnehmer und Betrieb                                                                                                | |
| 174 | 1977      | Bildungspolitik I: Die Organisation des Bildungswesens                                                                                 | |
| 173 | 1977      | Wirtschaft I: Verbraucher und Markt | |
| 172 | 1977      | Großbritannien | |
| 171 | 1977      | Parteiendemokratie und Parteisystem der BRD                                                                                            | |
| 170 | 1977      | COMECON | |
| 169 | 1976      | Föderalismus: die Bundesrepublik Deutschland als Bundesstaat                                                                           | |
| 168 | 1976      | Die Bundesrepublik Deutschland 1949–1955                                                                                               | |
| 167 | 1976      | Die Parteien zur Bundestagswahl 1976                                                                                                   | |
| 166 | 1976      | Die Volksrepublik China | |
| 165 | 1975      | Demokratie, Rechtsstaat, Sozialstaat                                                                                                   | |
| 164 | 1975      | Das 19. Jahrhundert II: Industrialisierung und soziale Frage                                                                           | |
| 163 | 1975      | Das 19. Jahrhundert I: Monarchie, Demokratie, Nationalstaat                                                                            | |
| 162 | 1975      | Energie | |
| 161 | 1975      | Das Recht in der politischen Bildung IV: Strafrecht und Strafvollzug                                                                   | |
| 160 | 1974      | Der deutsche Widerstand 1933–1945 | |
| 159 | 1974      | Das Recht in der politischen Bildung III: Recht im Alltag des Bürgers                                                                  | |
| 158 | 1974      | Die Landwirtschaft in der Industriegesellschaft                                                                                        | |
| 157 | 1974      | Die Entstehung der BRD: Neubeginn und Wiederaufbau 1945–1949                                                                           | |
| 156 | 1973      | Die Vereinigten Staaten von Amerika | |
| 155 | 1973      | Die europäische Gemeinschaft II: Die Außenbeziehungen der EG                                                                           | |
| 154 | 1973      | Die europäische Gemeinschaft I: Probleme der europäischen Integration                                                                  | |
| 153 | 1973      | Das Recht in der politischen Bildung II: Verfassungsrechtliche Strukturprinzipien der Bundesrepublik Deutschland                       | |
| 152 | 1972      | Das Recht in der politischen Bildung I: Grundlagen des Rechts und Aufgaben der Rechtserziehung                                         | |
| 151 | 1972      | Geschichte Russlands und der Sowjetunion                                                                                               | |
| 150 | 1972      | Frieden und Sicherheit II | |
| 149 | 1972      | Frieden und Sicherheit I | |
| 148 | 1972      | Südostasien – Länder – Völker – Wirtschaft                                                                                             | |
| 147 | 1971      | Japan | |
| 146 | 1971      | Umwelt – Gefahren und Schutz | |
| 145 | 1971      | Interessenverbände in der BRD | |
| 144 | 1971      | Südostasien: Geschichte und Gegenwart                                                                                                  | |
| 143 | 1970      | Deutsche und Polen II: Vom Zweiten Weltkrieg bis zum deutsch-polnischen Vertrag                                                        | |
| 142 | 1970      | Deutsche und Polen I: Von der Entstehung des polnischen Staates bis zum Beginn des Zweiten Weltkrieges                                 | |
| 141 | 1970      | Das jüdische Volk in der Weltgeschichte II: Vom Zionismus bis zum Staat Israel der Gegenwart (Der Staat Israel)                        | |
| 140 | 1970      | Das jüdische Volk in der Weltgeschichte I                                                                                              | |
| 139 | 1970      | Die Sowjetunion: Land und Wirtschaft                                                                                                   | |
| 138 | 1970      | Die Sozialordnung der Bundesrepublik Deutschland II                                                                                    | |
| 137 | 1969      | Entwicklungsländer II: Die deutsche Entwicklungspolitik                                                                                | |
| 136 | 1969      | Entwicklungsländer I: Probleme der dritten Welt                                                                                        | |
| 135 | 1969      | Bundestagswahl 1969 | |
| 134 | 1969      | Demokratie im Wandel | |
| 133 | 1969      | 1849 – 1919 – 1949 – zur Verfassungsgeschichte Deutschlands                                                                            | |
| 132 | 1969      | Deutsche und Tschechen 1848–1948 | |
| 131 | 1969      | Die Sozialordnung der Bundesrepublik Deutschland I                                                                                     | |
| 130 | 1968      | Bevölkerung und Gesellschaft | |
| 129 | 1968      | Die Menschenrechte | |
| 128 | 1968      | Raumordnung in der Bundesrepublik Deutschland.                                                                                         | |
| 127 | 1968      | Der Nationalsozialismus 1939–1945 | |
| 126 | 1968      | Der Nationalsozialismus 1933–1939 | |
| 125 | 1967      | Mittelamerika: Land und Wirtschaft | |
| 124 | 1967      | Parlamentarismus II: Parlament und Parlamentarismus in der Bundesrepublik Deutschland                                                  | |
| 123 | 1967      | Der Nationalsozialismus | |
| 122 | 1967      | Lateinamerika: Geschichte | |
| 121 | 1966      | Die Wettbewerbsordnung in der Bundesrepublik Deutschland                                                                               | |
| 120 | 1966      | Südamerika: Land und Wirtschaft | |
| 119 | 1966      | Parlamentarismus I: Ideengeschichte, Strukturwandel und Theorie des Parlamentarismus                                                   | |
| 118 | 1966      | Die Landwirtschaft in der EWG | |
| 117 | 1966      | Der indische Subkontinent II: Land und Wirtschaft                                                                                      | |
| 116 | 1966      | Automation | |
| 115 | 1965      | Sowjetrussland II: Die Zeit Stalins und Chruschtschows                                                                                 | |
| 114 | 1965      | Die Ordnung in der Wirtschaft | |
| 113 | 1965      | Sowjetrussland I: Die Zeit Lenins | |
| 112 | 1965      | Der indische Subkontinent I: Geschichte                                                                                                | |
| 111 | 1965      | Kommunistische Ideologie III | |
| 110 | 1964      | Die Weimarer Republik II: Vom Tode Friedrich Eberts bis zu Hitlers Machtergreifung                                                     | |
| 109 | 1964      | Die Weimarer Republik I: Von der Revolution 1918 bis zum Ende der Inflation 1923                                                       | |
| 108 | 1964      | Der 20. Juli 1944 (Überarbeitete Neuauflage der Ausgabe Nr. 20 aus dem Jahr 1954)                                                      | |
| 107 | 1964      | Kommunistische Ideologie II: Der dialektische Materialismus                                                                            | |
| 106 | 1964      | Kommunistische Ideologie I: Einführung in die kommunistische Ideologie                                                                 | |
| 105 | 1963      | Afrika II: Geographische Grundlagen | |
| 104 | 1963      | Europa im Werden IV: Die wirtschaftliche Stellung der EWG und Westeuropas in der Welt, Teil 2                                          | |
| 103 | 1963      | Europa im Werden III: Die wirtschaftliche Stellung der EWG und Westeuropas in der Welt, Teil 1                                         | |

### Staatsbürgerliche Informationen
Die Hefte wurden bis 1959 nach Monaten durchnummeriert. Da üblicherweise alle zwei Monate ein Heft erschien, sind die meisten Nummern Doppelnummern.
| Nr.   | Jahr | Titel |
| ----- | ---- | --- |
| 102   | 1963 | Europa im Werden II: Die europäische und atlantische Zusammenarbeit                                                   |
| 101   | 1963 | Europa im Werden (I): Die supranationale Gemeinschaft als Schwerpunkt der Einigung                                    |
| 100   | 1962 | Afrika I: Geschichtlicher Überblick                                                                                   |
| 99    | 1962 | China II: Land u. Wirtschaft                                                                                          |
| 98    | 1962 | Die Sowjetisierung Mitteldeutschlands                                                                                 |
| 97    | 1962 | Berlin – Deutschlands Hauptstadt                                                                                      |
| 96    | 1961 | China I: Geschichtlicher Überblick                                                                                    |
| 95    | 1961 | Die Vereinigten Staaten von Amerika II: Land und Wirtschaft                                                           |
| 94    | 1961 | Das Volk entscheidet – der vierte Bundestag wird gewählt                                                              |
| 93    | 1961 | Die Entwicklung in den baltischen Ländern seit 1939                                                                   |
| 92    | 1961 | Südosteuropa seit 1945 III: Ungarn                                                                                    |
| 91    | 1961 | Das Herrschaftssystem der Sowjetunion                                                                                 |
| 90    | 1960 | Die Vereinigten Staaten von Amerika I: Geschichtlicher Überblick                                                      |
| 89    | 1960 | Die Entwicklung in der Tschechoslowakei seit 1945                                                                     |
| 88    | 1960 | Südosteuropa seit 1945 II                                                                                             |
| 87    | 1960 | Menschen auf der Flucht                                                                                               |
| 86    | 1960 | Südosteuropa seit 1945 I                                                                                              |
| 85    | 1960 | Die Entwicklung Polens seit 1945                                                                                      |
| 84    | 1959 | Hundert Jahre Rotes Kreuz                                                                                             |
| 82–83 | 1959 | Die Bundesrepublik Deutschland II: Eingliederung in Staatenwelt und Weltwirtschaft                                    |
| 80–81 | 1959 | Die Bundesrepublik Deutschland I: Das Werden der Bundesrepublik                                                       |
| 78–79 | 1959 | 12 Karten und Textbeiträge zur Landes- und Wirtschaftskunde der Sowjetunion                                           |
| 76–77 | 1959 | Planeten – Raketen – Satelliten III: Satelliten                                                                       |
| 74–75 | 1959 | Planeten – Raketen – Satelliten II: Raketen                                                                           |
| 72–73 | 1959 | Planeten – Raketen – Satelliten I: Planeten                                                                           |
| 70–71 | 1958 | Die Ostgebiete des Deutschen Reiches unter fremder Verwaltung seit 1945                                               |
| 68–69 | 1958 | Europa im Werden: Die wirtschaftliche Stellung der Europäischen Wirtschaftsgemeinschaft in Europa und der Welt        |
| 66–67 | 1958 | Wappen und Flaggen deutscher Länder                                                                                   |
| 64–65 | 1958 | Europa im Werden: Die europäische Wirtschaftsgemeinschaft                                                             |
| 62–63 | 1958 | UNESCO |
| 60–61 | 1957 | Europa im Werden VI: Die Fortführung der europäischen Einigung                                                        |
| 58–59 | 1957 | Karl Freiherr vom und zum Stein 1757–1831                                                                             |
| 56–57 | 1957 | Die Sudetendeutschen                                                                                                  |
| 54–55 | 1957 | 12 Karten mit Erläuterungen zur Geschichte Rußlands und der Sowjetunion                                               |
| 52–53 | 1957 | Der dritte Bundestag wird gewählt                                                                                     |
| 50–51 | 1957 | Die Russische Revolution II: 1925–1953                                                                                |
| 48–49 | 1956 | Die Russische Revolution I: 1905–1924                                                                                 |
| 46–47 | 1956 | Ein Blick in die Wirtschaft: Automation                                                                               |
| 44–45 | 1956 | Die deutschen Ostgebiete II: Die wirtschaftliche Bedeutung                                                            |
| 42–43 | 1956 | Die deutschen Ostgebiete I: Geschichte und kulturelle Leistung                                                        |
| 40–41 | 1956 | Mitteldeutschland |
| 38–39 | 1956 | Ein Blick in die Wirtschaft: Alle sollen besser leben                                                                 |
| 36–37 | 1955 | Radar-Ein neuer Faktor in Weltpolitik u. Wirtschaft II: Die Entwicklung von Radar und seine Anwendung                 |
| 34–35 | 1955 | Radar-Ein neuer Faktor in Weltpolitik u. Wirtschaft I: Die elektromagnetische Wellenfamilie und das Prinzip von Radar |
| 32–33 | 1955 | Europa im Werden V: Probleme und Möglichkeiten einer politischen Einigung                                             |
| 30–31 | 1955 | Europa im Werden IV: Europas Verteidigung im Rahmen der westlichen Welt                                               |
| 28–29 | 1955 | Europa im Werden III: Die Europäische Gemeinschaft für Kohle und Stahl (Montan Union)                                 |
| 26–27 | 1955 | Europa im Werden II: Wirtschaft und Wirtschaftsorganisation                                                           |
| 24–25 | 1954 | Europa im Werden I: Gemeinsames Erbe und politische Gestalt                                                           |
| 22–23 | 1954 | Die Ost-West-Spannung in der Weltpolitik                                                                              |
| 21    | 1954 | Ein Blick in die Wirtschaft: Mehr Güter – mehr Wohlstand                                                              |
| 20    | 1954 | Der 20. Juli 1944 |
| 19    | 1954 | Der Volksaufstand des 17. Juni 1953 in der sowjetischen Besatzungszone und in Ostberlin                               |
| 17–18 | 1954 | Weltmacht Atom III: Atomwaffen und Atomschutz                                                                         |
| 15–16 | 1954 | Weltmacht Atom II: Atomspaltung und Atomenergie                                                                       |
| 13–14 | 1953 | Weltmacht Atom I: Atombau und Atomwandlungen                                                                          |
| 12    | 1953 | Die Vereinten Nationen                                                                                                |
| 11    | 1953 | Die Gebiete jenseits der Oder und Neiße                                                                               |
| 10    | 1953 | Das deutsche Grenzland Schleswig                                                                                      |
| 09    | 1953 | Der 2. Bundestag wird gewählt                                                                                         |
| 08    | 1953 | Ein Blick in die Wirtschaft                                                                                           |
| 07    | 1953 | Die Saarfrage |
| 06    | 1953 | Berlin als Vorposten der Freiheit                                                                                     |
| 05    | 1953 | Wie entsteht ein Bundesgesetz                                                                                         |
| 04    | 1953 | Astrologie und Politik                                                                                                |
| 03    | 1952 | Europa, was es ist und was es werden kann                                                                             |
| 02    | 1952 | Wie arbeitet die deutsche Demokratie                                                                                  |
| 01    | 1952 | Die Einnahmen der Bundesrepublik und wie sie verwendet werden                                                         |